# Ricota
O requeijão (português europeu) ou ricota (português brasileiro) (do italiano ricotta, "recozida") é um derivado de queijo de massa mole, fresco e com baixo teor de gordura. É um queijo que é preparado por meio da coagulação ácida das proteínas presentes no soro, sendo esta a principal diferença em relação aos queijos convencionais, que são obtidos a partir da coagulação ácida ou enzimática das caseínas, proteínas majoritariamente presentes no leite. Por ser um produto proveniente de soro de queijo, contem alto teor de soro-proteínas (alfa-lactoalbumina, beta-lactoglobulina), que são em geral, mais nutritivas que as proteínas dos queijos normais (cuja principal proteína na composição é a caseína).

## Fabricação
O soro é submetido a alta temperatura e baixo pH (esta acidez é produzida deixando-se o soro em temperatura ambiente por entre doze e 24 horas, o que produz uma nova fermentação láctica): com isto, ocorre a desnaturação de proteínas (no caso, albumina e globulina, pois toda a caseína do leite já foi retirada para fazer parte do queijo). Com a precipitação da ricota, esta é filtrada com o auxílio de um tecido. Pelas legislações brasileira e portuguesa, é permitido adicionar parte de leite ao soro para aumentar o rendimento da fabricação.

## História
A produção de ricota na Itália é bem antiga, tendo iniciado na Idade do Bronze. Nessa época, a ricota era obtida a partir da coagulação do leite através da fermentação láctica espontânea e do cozimento do leite, procedendo-se, então, a separação do soro e do coalho. Porém, a partir do primeiro milênio antes de Cristo, passou a preponderar a produção de queijo obtido a partir da coagulação provocada pela quimosina. A produção de queijo através da adição de quimosina gera, como subproduto, soro doce de leite. Este soro, adicionado de leite, passou a ser aproveitado para se produzir ricota. Esta é a receita de ricota que prepondera até os dias de hoje. Como a ricota tem uma menor durabilidade que o queijo obtido por quimosina, ela costumava ser consumida principalmente pelos pastores que a fabricavam, embora também haja evidência em pinturas e na literatura de que ela era consumida pela aristocracia romana antiga também.

## Diferenças linguísticas
Em Portugal, a ricota chama-se requeijão, nome dado à massa comestível, formada a partir do soro do leite obtido quando do fabrico do queijo e que é novamente sujeito à ação do calor. Tradicionalmente, o requeijão é um subproduto da fabricação do queijo de ovelha, sendo adicionado, ao soro, até ao máximo de 18% em volume, leite de ovelha ou de cabra.
Em algumas regiões do Paraná e Santa Catarina também se usa esse nome, principalmente para a forma granulada, feita artesanalmente, e vendida em pacotes ou a granel.[carece de fontes?]

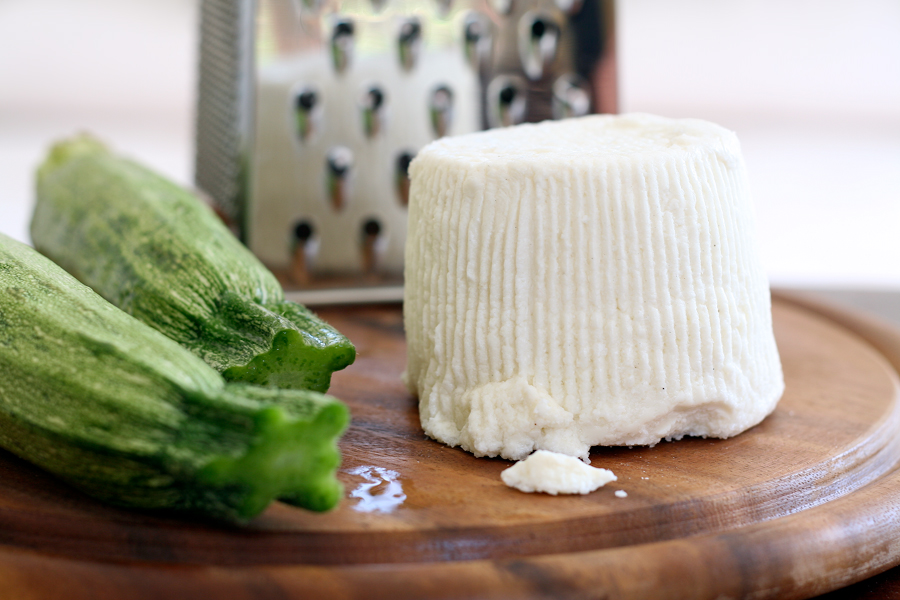
Queijo ricota e abobrinha.
- "Os comedores de ricota", 1580, de Vincenzo Campi (Museu de Belas-Artes de Lyon).
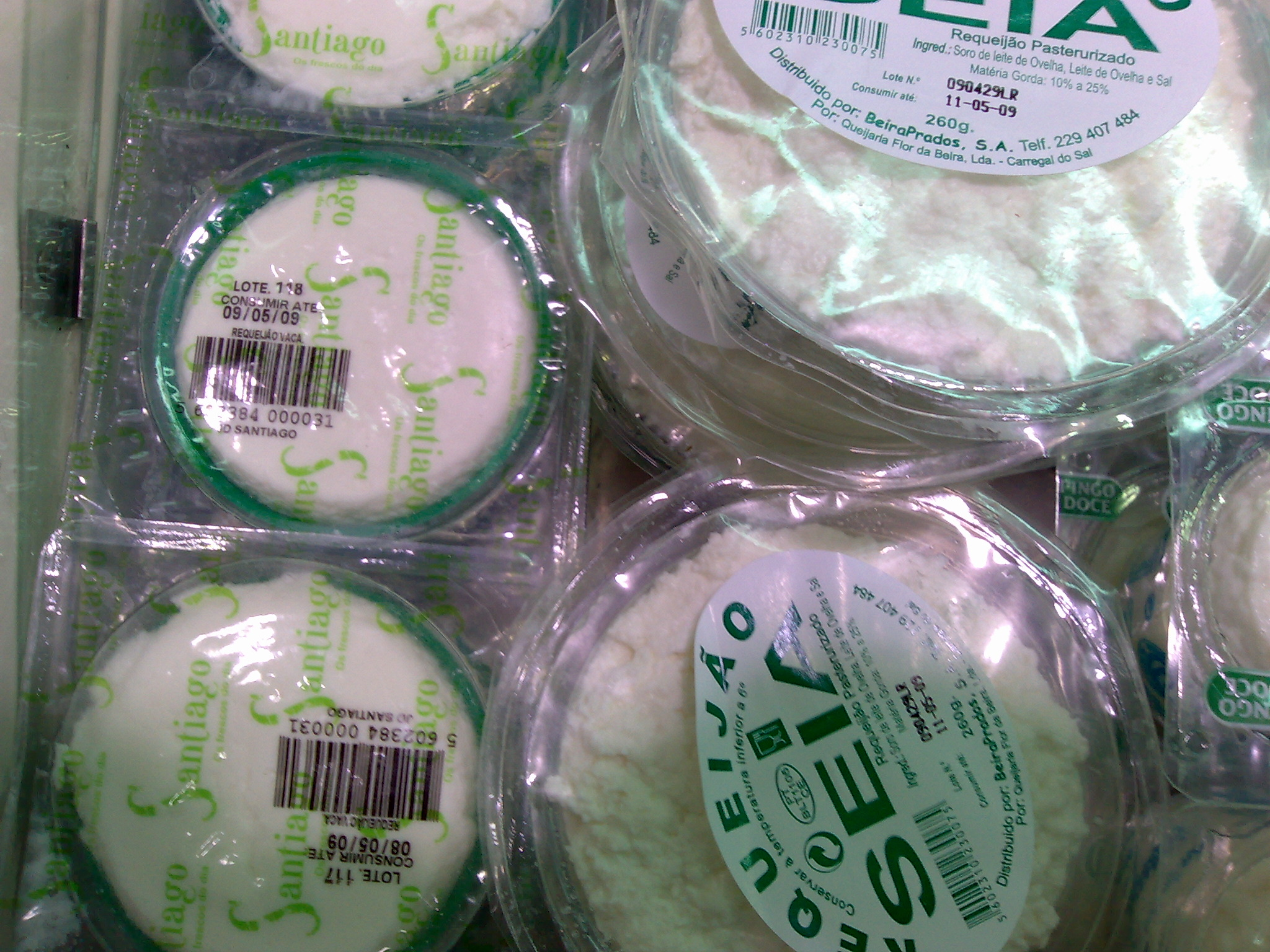
Requeijão português, equivalente à ricota brasileira.

## Ver Também
- Requeijão.